# 阿魯群島
阿魯群島（印尼语：Kepulauan Aru）是大洋洲的一組约95个低窪島嶼组成的群岛，位於印尼東部的馬魯古省，同时也是马鲁古省下的一个县。

## 行政区划

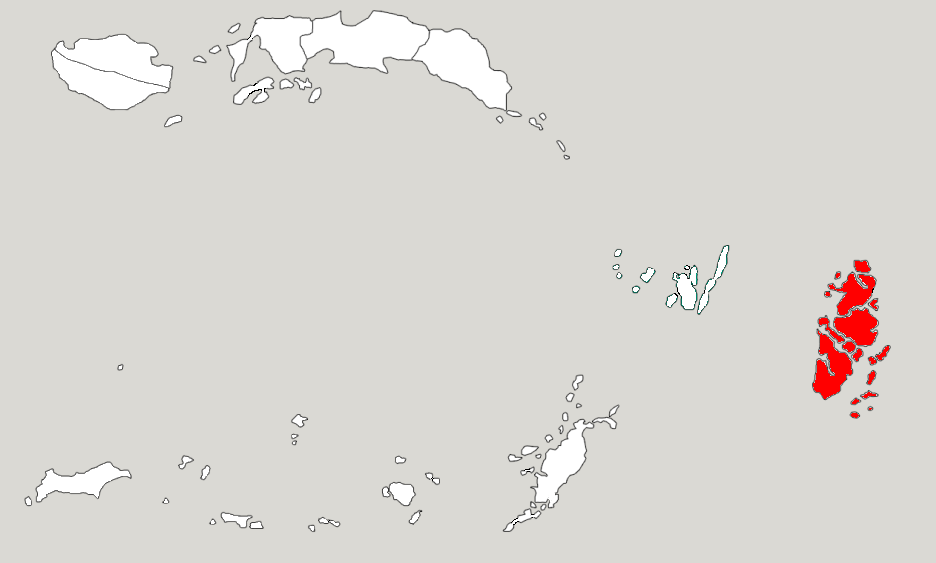
阿魯群島县在马鲁古省的位置

行政上，阿鲁群岛属于阿鲁群岛县（印尼语：Kabupaten Kepulauan Aru）管辖，县治位于群岛西北瓦马尔岛（Warmar）上的多波。
自1999年苏哈托下台以来，印尼中央对地方政府放权，印尼议会通过了2003年第40号法令成立阿鲁群岛县，从中马鲁古县分出.
阿鲁群岛县下设7个区（Kecamatan）：
| 区                          | 人口 2010普查 |
| --------------------------- | ------------- |
| 南阿鲁 Aru Selatan          | 8,694         |
| 东南阿鲁 Aru Selatan Timur  | 4,714         |
| 中阿鲁 Aru Tengah           | 12,617        |
| 中东阿鲁 Aru Tengah Timur   | 4,315         |
| 中南阿鲁 Aru Tengah Selatan | 5,086         |
| 阿鲁岛屿 Pulau-Pulau Aru    | 36,604        |
| 北阿鲁 Aru Utara            | 11,529        |

## 地理

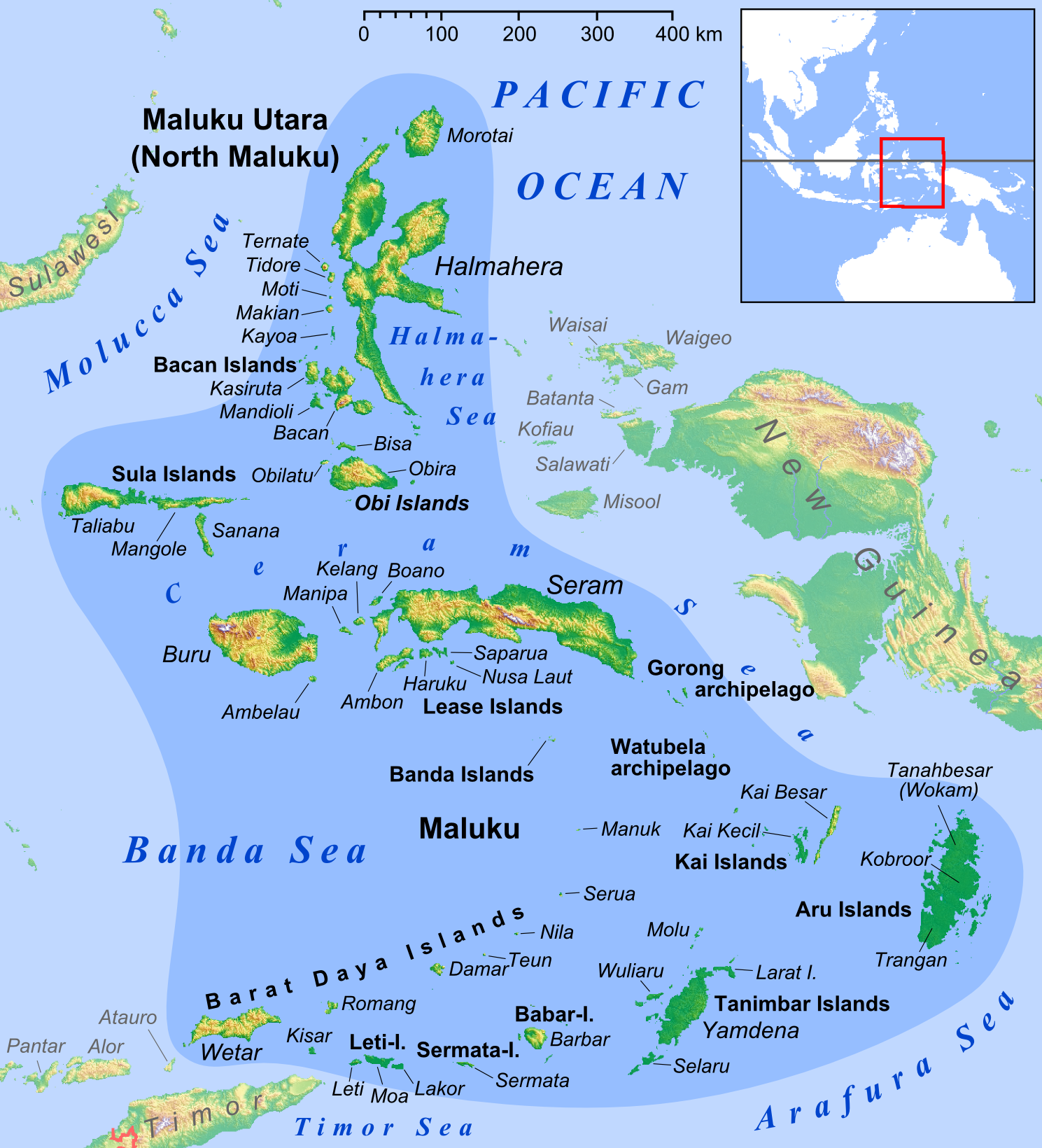
马鲁古群岛的地形图

阿鲁群岛在马鲁古群岛的最东端，位于阿拉弗拉海西北，介于新几内亚岛和澳大利亚之间。最大岛屿是特朗岸岛，主要城镇和港口多波在靠近沃坎岛的瓦马尔岛（Warmar）上，其他主要岛屿有科布罗尔岛、马伊库尔岛。地质上，该群岛是澳大利亚洲的一部分，和新几内亚岛、塔宁巴尔群岛、塔斯马尼亚岛和帝汶岛同在印度-澳洲板块。群岛由热带亚热带湿润阔叶林、热带草原、红树林混合而成的植被覆盖。群岛在澳大利亚-新几内亚大陆架上，冰河时期海平面下降时，作为陆桥连接澳大利亚大陆和新几内亚岛。阿魯群島的植物群和動物群是屬於澳大利亚生态区，尤與新畿內亞關係密切。
阿鲁群岛的居民为马来人和巴布亚人的混合血统，土著居民使用14种语言，皆是核心马来-玻里尼西亚语群的语言。居民中大部分是基督徒，穆斯林很少，1993年的资料表示90%的居民信奉新教，6%信奉天主教，伊斯兰教信徒只有4%。伊斯兰教被认为是15世纪末期传入群岛，荷兰人在17-18世纪带来了基督教，但是信教人口在20世纪才大量转变
。

## 歷史
阿魯群島古屬哑鲁國，過往都有跟中國及鄰近島國有貿易往來。及至17世紀，開始被歐洲列強佔領。最初，荷蘭東印度公司與其他貿易團體開始活躍，並進而影響其內部事務。1623年，阿魯群島淪為荷蘭的殖民地。
1857年，阿弗雷德·羅素·華萊士到達阿魯群島。透過觀察當地生物的生態，華萊士得出了阿魯群島在過往冰河時期時，曾經是動物前往新畿內亞的陸橋。他的研究，劃定了今日生物學上的華萊士線。

## 经济
珍珠养殖是群岛居民重要的收入来源，国家媒体指责阿鲁群岛的珍珠业维持着剥削性的债务结构，潜水采珠从业者与雇佣商存在不平等关系
。
其他的出口产品包括西米、椰子、烟草、珍珠母、海鲜（如干海参）、玳瑁和极乐鸟羽毛等。
2011年11月，印度尼西亚政府在阿鲁群岛以西200 km处同BP石油公司签订了两项油气生产合同，两个相邻的油气田（West Aru I和West Aru II）覆盖16,400平方千米的海域，水深在200-2,500米之间。

## 资料来源
1. ↑  Biro Pusat Statistik, Jakarta, 2011.
2. ↑  Dolcemascolo, Glenn. . Cakalele (The Center for Southeast Asian Studies). 1996, 7: 79–92  [2017-04-11]. ISSN 1053-2285. （原始内容存档于2020-02-02）.
3. 1 2  O’Connor (2007), p. 5
4. ↑  Spyer, Patricia (1997). The eroticism of debt: pearl divers, traders, and sea wives in the Aru Islands, Eastern Indonesia. American Ethnologist 24(3):515-538.
5. ↑  . Offshore Energy Today. 21 November 2011  [2017-04-11]. （原始内容存档于2016-04-23）.
6. ↑  . The Scotsman. 22 November 2011  [2017-04-11]. （原始内容存档于2019-07-13）.